# Капітан (військове звання)
Капіта́н (від лат. caput, «голова»; лат. capitaneus, «воєначальник») — військове звання молодшого офіцерського складу в армії і на флоті багатьох країн світу.

## Історія
Вперше чин (звання) «капітан» (фр. capitaine) з'явився в середньовічній Франції, де позначав начальників окремих військових округів. 1558 року капітанами стали називати командирів рот, а начальників військових округів — генерал-капітанами. Також капітанами називали власників або командирів кораблів будь-якого типу.

### Річ Посполита
На теренах України капітани зʼявились у XVI ст. як командири підрозділів найманої піхоти німецької чи угорської піхоти, що складались з декількох компаній. Звання відповідало рангу полковника у національних підрозділах. З XVII ст. у Речі Посполитій існував уряд військового капітана, котрий командував прибічною сторожею гетьманів. Впродовж XVII—XVIII ст. у європейських арміях капітан був командиром компанії піхоти, ескадрону кавалерії, драгунів, зокрема у військах аутораменту національного та іноземного Речі Посполитої.

### Росія. СРСР
У Московському царстві чин (звання) капітана з'явився в XVI столітті для іноземних офіцерів; у XVII столітті встановлений для командирів рот в полках «нового строю», а на початку XVIII століття — для командирів рот у всій регулярній армії. У кавалерії (у драгунських полках і корпусі жандармів з 1882) званню капітана відповідало звання ротмістр, в козачих військах — осавул. У 1705—1798 роках існувало також звання капітан-поручник, замінене потім на штабс-капітан (у кавалерії йому відповідало звання штабс-ротмістр, а в козачих військах — підосавул).
У російському ВМФ з початку XVIII століття існували звання: капітан-командор (1707—1732, 1751—1764, 1798—1827), капітан корабля (1701—1713, 1732—1751), капітан 1 і 2 рангу (1713—1732, 1751—1917), капітан 3 рангу (1713—1732), капітан 4 рангу (1713—1717) і капітан-лейтенант (1713—1884, 1909—1911).
У збройних силах СРСР звання капітан було встановлено ухвалою ЦВК і РНК СРСР від 22 вересня 1935 року для командного складу сухопутних військ, ПС і берегових частин ВМФ. Цією ж ухвалою для корабельного складу ВМФ введені звання капітан 1, 2 і 3 рангу і капітан-лейтенант (останнє відповідає званню капітан у сухопутних силах). В артилерії звання капітан відповідає посаді командир батареї (комбат).

## Військове звання Сухопутних сил та авіації Збройних Сил України (з 1991 року)
Збройні сили України які утворилися під час розпаду СРСР, перейняли радянський зразок військових звань, а також радянських знаків розрізнення. В 1995 році з'являється новий зразок погонів, на якому просвіти як засіб розрізнення класів офіцерів зникають, за виключенням цього знаки розрізнення не піддалися зміні.
В 2016 році Президентом України був затверджений «Проєкт однострою та знаки розрізнення Збройних Сил України». В Проєкті серед іншого розглянуті військові звання та знаки розрізнення військовослужбовців. За знаки розрізнення капітани отримали на кожен погон по чотири чотирипроменеві зірочки і які розташовуються вздовж вісі погона. Відрізнити категорію офіцера (молодші, старші, вищі офіцери) можна за знаком категорії, який розташовується нижче зірочок. У молодших офіцерів, до яких відноситься звання капітан, знак категорії на погонах відсутній.
| Нижче за рангом: Старший лейтенант | Капітан | Вище за рангом: Майор |

## Галерея
Звання капітан існує в арміях багатьох держав. 
Знаки розрізнення капітана в деяких країнах світу

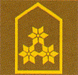
Погон капітана (нім. Hauptmann) армії Австрії
Погон капітана (італ. Primo capitano) армії Італії
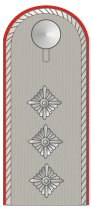
Погон капітана (нім. Hauptmann) Армії ФРН
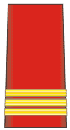
Погон капітана (рум. Căpitan) армії Румунії
Знак розрізнення капітана (англ. Captain) армії США
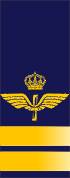
Погон капітана ПС Швеції